# 敦康親王
敦康親王（日语：／ Atsuyasu Shinnō；999年12月17日—1019年1月25日），平安時代中期的日本皇族。日本第66代一條天皇第一皇子，生母為皇后藤原定子。
儘管作為天皇嫡長子，敦康親王在藤原道長的勢力下無緣皇位，是平安時代的特例。

## 生平
敦康親王出生時，母親藤原定子已經失去依靠的勢力，當日，藤原道長長女藤原彰子接受女御宣下。直到敦康親王兩歲（長保二年），在藤原道長的諫請下，定子皇后與敦康親王才能回宮。敦康親王容貌俊秀、天資聰穎，一條天皇甚為喜愛。但於同年，定子皇后在生下媄子內親王後去世，敦康親王認藤原彰子中宮為母，由定子皇后的妹妹御匣殿撫養；御匣殿很快便過世，便又被託付給彰子養育，而他的同母姊妹則住進飛香舍。長保三年（1001年）11月13日，敦康親王著袴；同年，天皇任命藤原行成為敦康親王的敕別當（輔佐人）。
寬弘七年（1010年），在彰子中宮生下敦良親王後，敦康親王才被准許行元服禮，出任太宰帥，敘位三品。一條天皇駕臨一條院時正好生病，敦康親王服侍左右，克盡孝心。一條天皇禪位給三條天皇時，想讓敦康親王成為東宮太子，但是敦康親王已經沒有有力的外戚大臣做為輔佐，所以召藤原行成入宮商量。藤原行成以文德天皇長子惟喬親王為例勸諫，認為道長無法同意讓敦康成為太子，甚至可能有發生政變之虞。一條天皇聽從，因此立敦成親王為太子。彰子並不願意這麼安排，對父親違反自己的意願相當不滿。
最終，一條天皇讓敦康親王進位一品、成為準三宮，以作為不能冊封其為太子的補償，並將其託付給三條天皇。一條天皇駕崩後，敦康親王移居南院。長和二年十二月十日（1014年1月13日），以藤原道长嫡子藤原赖通之妻妹、具平亲王之女祇子女王为妃。長和五年，擔任式部卿。藤原賴通與敦康親王交好，而彰子皇太后也十分照顧敦康親王，故敦康親王的生活沒有什麼經濟負擔。他在寬仁二年十二月薙髮出家，同日病逝，得年僅二十歲。親王妃祇子女王也出家，他們的獨生女嫄子女王便由赖通和隆姬女王夫婦收養，並改姓藤原，即日後後朱雀天皇的中宮藤原嫄子。

## 官歷
- 长保二年4月18日（1000年5月24日） 亲王宣下（半岁）
- 长保3年11月13日（1001年11月20日） 着袴（2岁）
- 宽弘2年（1005年）11月13日 御书始之仪（6岁）
- 宽弘7年（1010年）7月17日 行冠礼，直叙三品亲王，任大宰帅（11岁）
- 宽弘八年6月2日（1011年7月5日） 叙一品，准三宫宣下（12岁）
- 長和五年（1016年） 任式部卿（17岁）[4]

## 家庭
- 父：一条天皇
- 母：藤原定子
- 养母：
  - 御匣殿（定子四妹）
  - 藤原彰子（父之平妻）
- 同母姐：脩子内亲王
- 同母妹：媄子内亲王
- 异母弟：后一条天皇、后朱雀天皇（俱彰子所生）
- 妃：祇子女王（具平亲王之女）
- 女：嫄子女王（赖通夫妻养女，后朱雀天皇中宫）